# Jerzy Gralewicz
Jerzy Gralewicz (ur. 12 kwietnia 1948 w Mdzewie, zm. 19 marca 2010) – polski rolnik i polityk, poseł na Sejm PRL VII i VIII kadencji.

## Życiorys
Uzyskał tytuł zawodowy technika rolnika w Technikum Rolniczym w Gródkach. Był przewodniczącym tamtejszego koła Związku Młodzieży Wiejskiej. Za prowadzenie gospodarstwa rolnego otrzymał tytuły Wzorowego Młodego Rolnika i Młodego Mistrza Plonów. W 1971 związał się ze Zjednoczonym Stronnictwem Ludowym. W 1976 i 1980 uzyskiwał mandat posła na Sejm PRL VII i VIII kadencji z okręgu Ciechanów. Przez dwie kadencje zasiadał w Komisji Komunikacji i Łączności oraz w Komisji Nauki i Postępu Technicznego, a w VIII kadencji ponadto w Komisji Do Spraw Samorządu Pracowniczego Przedsiębiorstw.
Odznaczony Brązowym Krzyżem Zasługi.